# 마세 다쿠미
마세 다쿠미(일본어: 真瀬 拓海, 1998년 5월 3일~)는 일본의 축구 선수이다.

## 구단 경력
그는 2020년 J1리그의 베갈타 센다이에 입단했다. 2021년후 J2리그에 강등했다.